# Sphinx pinastri
La esfinge del pino (Sphinx pinastri) es una especie de lepidóptero ditrisio de la familia de los esfíngidos que habita en Europa, así como en partes Norteamérica y Asia.
Las orugas se alimentan de Pinus, Picea, Larix y Cedrus.

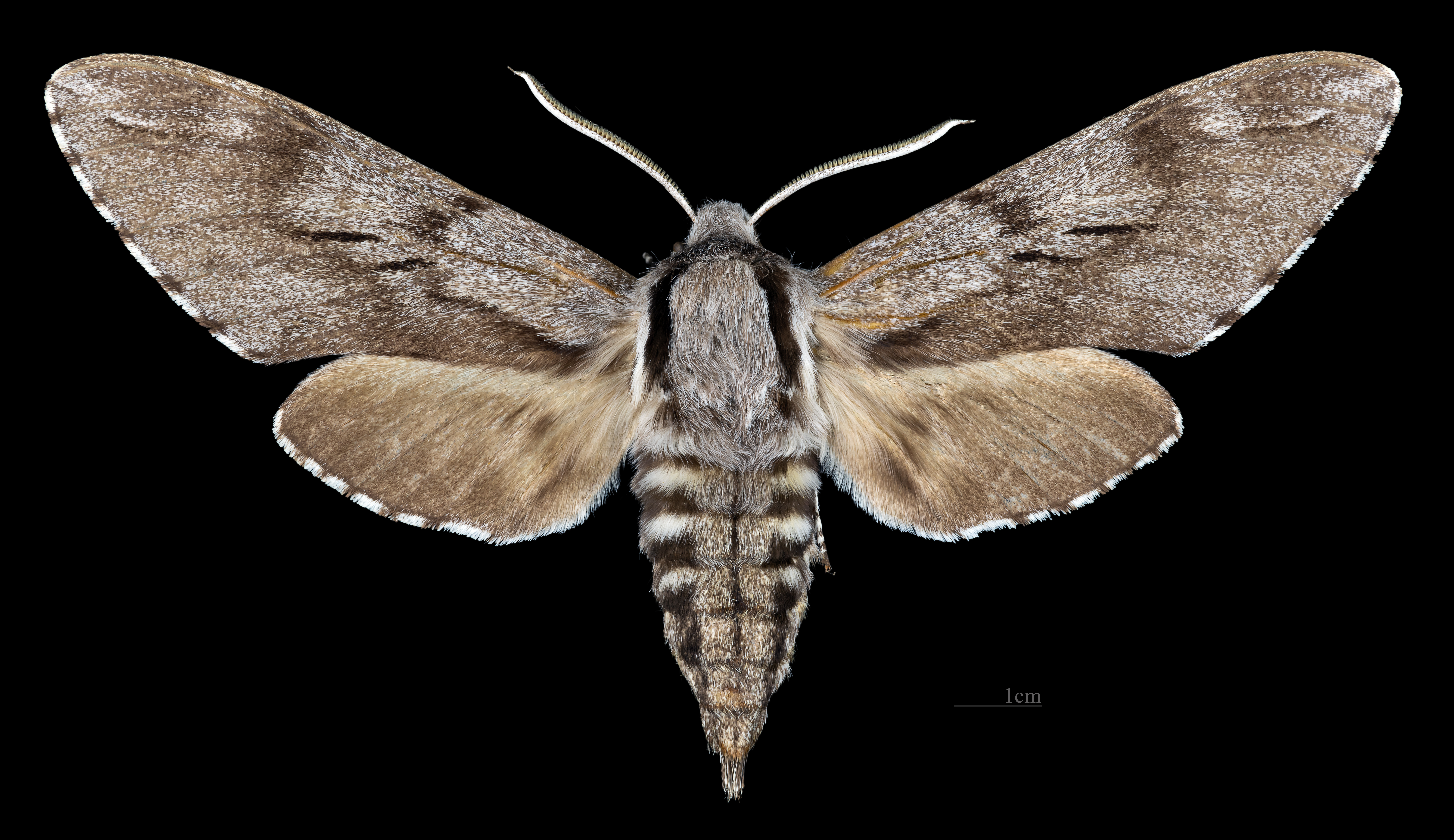
Macho

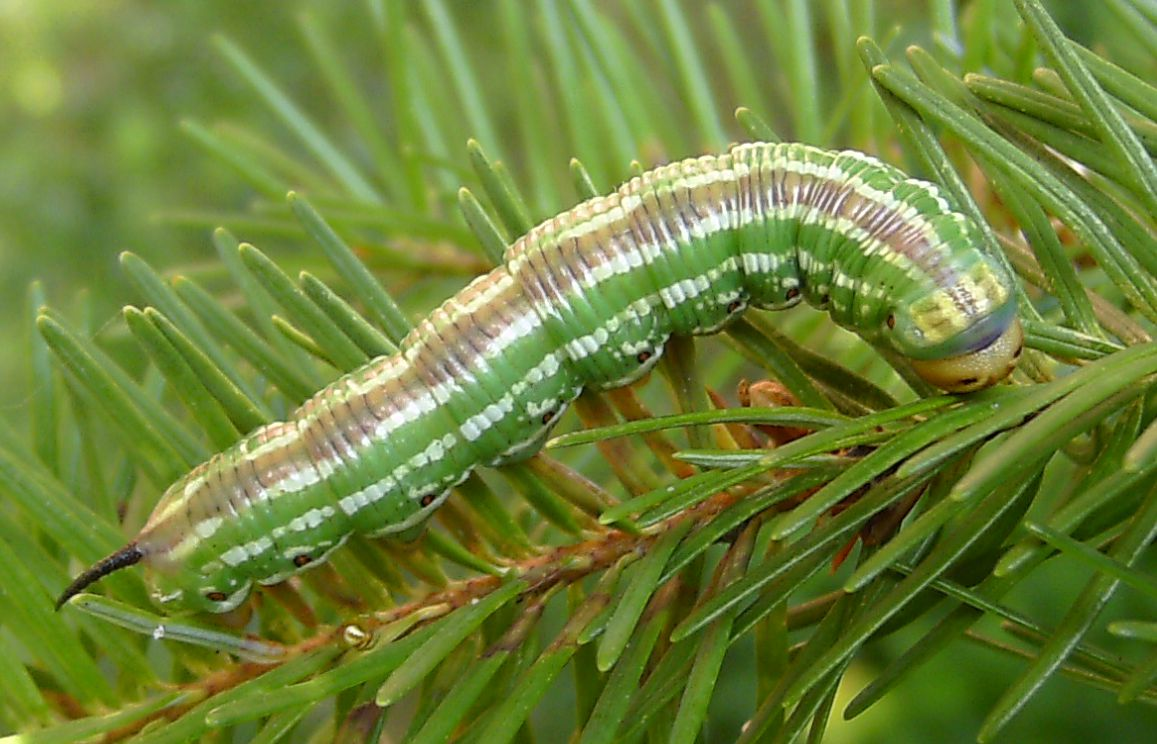
Larva